# Universidade de Ciências Agrárias da Suécia
A Universidade de Ciências Agrárias da Suécia (SLU; em sueco:  Sveriges lantbruksuniversitet; em inglês:  Swedish University of Agricultural Sciences) é uma instituição pública de ensino superior da Suécia, sediada em Uppsala, Alnarp e Umeå.

Tem atividades de ensino e investigação em 30 localidades do país, com destaque para Uppsala, Umeå e Alnarp, e ainda em menor escala em Skara e Skinnskatteberg.

Ao contrário das outras universidades, está sob a tutela do Ministério do Desenvolvimento Rural e das Infraestruturas.

Foi fundada em 1917.                                     

Conta com vários campus, estando o maior em Uppsala, e havendo outros menores em Alnarp, Umeå, Skinnskatteberg, Flyinge, Strömsholm e Wrången.

Tinha 4 207 estudantes, dos quais 123 doutorandos, e contava com 4 104 professores e funcionários (2023).                                         

## História
É uma universidade jovem, mas com uma longa história. Foi fundada em 1977, após uma fusão da Escola Sueca de Agricultura, da Escola Sueca de Silvicultura e da Escola Sueca de Medicina Veterinária, bem como da Escola de Silvicultura em Skinnskatteberg e do Instituto Veterinário em Skara.

## Faculdades
A universidade tem 4 faculdades com 33 departamentos.

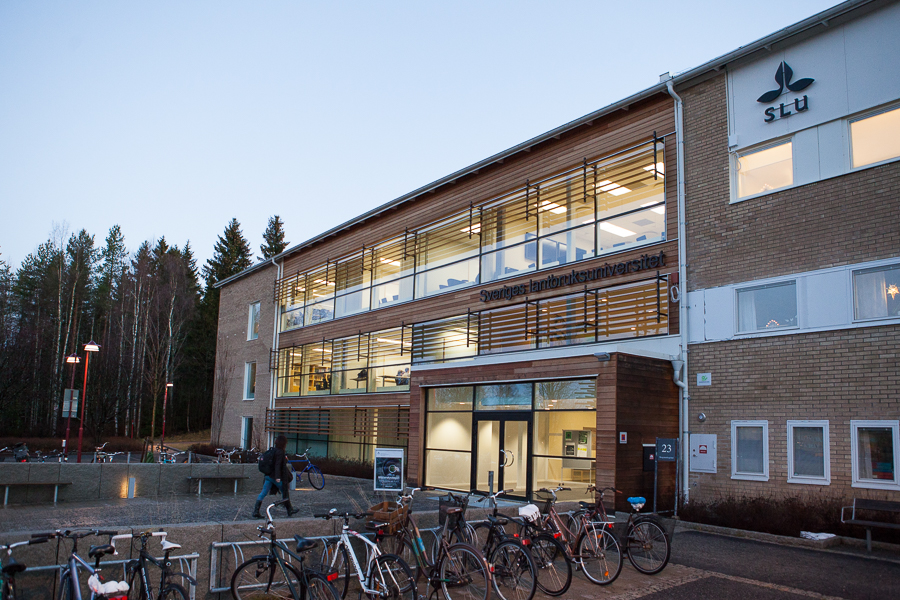
Entrada do campus de Umeå
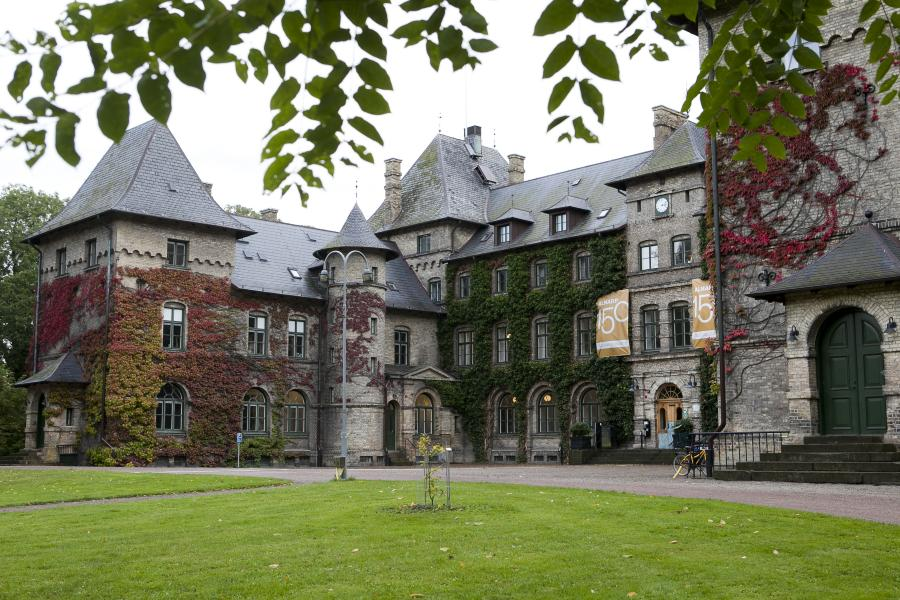
O palácio de Alnarp, onde está o campus de Alnarp
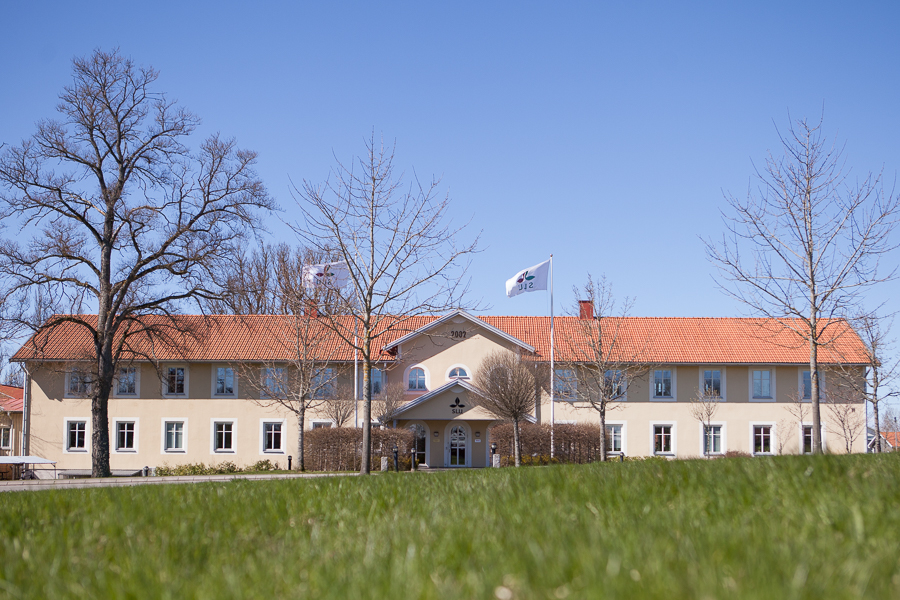
Centro de pesquisa em Skara
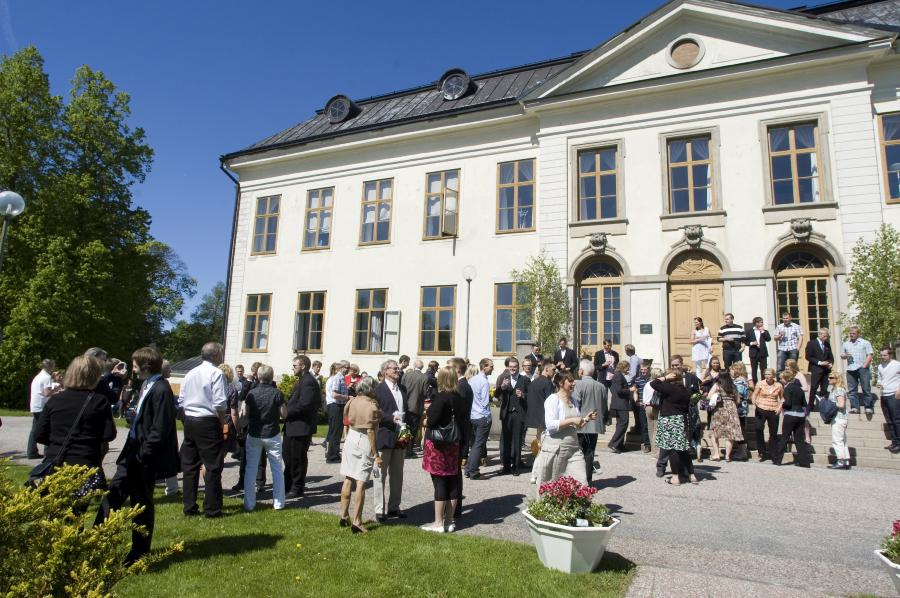
O campus de Skinnskatteberg